# Lucien Berne
Pour les articles homonymes, voir Berne.
Lucien Berne (Capdenac-Gare, 4 décembre 1912 - Perpignan, 3 mars 1993) est un militaire français, Compagnon de la Libération. Engagé dès 1931, il est en poste en Afrique au moment de l'armistice du 22 juin 1940 et décide de poursuivre la lutte aux côtés de la France libre. Il participe aux campagnes d'Afrique du nord et de libération de la France puis, après la seconde guerre mondiale, aux guerres d'Indochine et d'Algérie.

## Biographie

### Jeunesse et engagement
Lucien Berne naît le 4 décembre 1912 à Capdenac-Gare dans l'Aveyron. Il s'engage dans l'armée en 1931 et est affecté au 3e régiment de chasseurs d'Afrique puis renouvelle son engagement en 1934 au 24e régiment d'infanterie coloniale.

### Seconde Guerre mondiale
Au déclenchement de la guerre en 1939, le sergent-chef Lucien Berne est en poste au Tchad et fait partie du détachement de renfort no 4 (DR4) formé à Fort-Archambault pour assister les troupes de métropole pendant la bataille de France. À la suite de l'armistice du 22 juin 1940, le détachement reste finalement en Afrique et se retrouve à Brazzaville. Au côté du commandant Raymond Delange, il participe le 28 août 1940 au ralliement de la ville à la France libre. Le DR4 étant renforcé et rebaptisé Bataillon de marche no 1 (BM1), Lucien Berne prend part aux campagnes du Gabon et de Syrie à l'issue desquelles il est promu sous-lieutenant. En mars 1942, au sein de la colonne Leclerc à laquelle a été intégré le BM1, il est engagé en Libye dans les campagnes du Fezzan et de Tripolitaine, puis dans la campagne de Tunisie.
En juillet 1943, lors de la création du Régiment de marche du Tchad (RMT), Lucien Berne est affecté au 2e bataillon de ce régiment subordonné à la 2e division blindée du général Leclerc. Transféré en Angleterre en avril 1944, il débarque en Normandie le 1er août suivant. Il participe alors à la libération de la France et s'y illustre à de nombreuses reprises, notamment le 13 août lorsqu'il participe à la destruction et la capture de plus de trente ennemis, et le 29 août lorsque, en infériorité numérique, il est blessé en chassant l'ennemi d'un point d'appui.

### Après-guerre
Terminant la guerre avec le grade de capitaine, Lucien Berne est engagé dans la foulée dans la guerre d'Indochine. Toujours au sein du RMT dont il commande une compagnie, il participe aux premiers combats en 1946 dans le protectorat d'Annam. Après un retour en métropole, il retourne en Indochine en 1951 et est affecté au 9e bataillon vietnamien à la tête duquel il est blessé au combat en mars 1952.
En avril 1954, il est promu chef de bataillon et effectue plusieurs séjours en Afrique-Équatoriale française, à Djibouti et au Maroc avant de participer à la guerre d'Algérie. Muté par la suite à Fréjus au centre d'instruction du 7e régiment d'infanterie de marine, il prend sa retraite en décembre 1966.
Lucien Berne meurt le 3 mars 1993 à Perpignan et est inhumé à Saint-Vallier dans la Drôme.

## Décorations
|  |  |  |
|  |  |  |

| Grand officier de la Légion d'honneur                | Grand officier de la Légion d'honneur                | Compagnon de la Libération   | Compagnon de la Libération   | Croix de guerre 1939-1945                        | Croix de guerre 1939-1945                        |
| Croix de guerre des Théâtres d'opérations extérieurs | Croix de guerre des Théâtres d'opérations extérieurs | Croix de la Valeur militaire | Croix de la Valeur militaire | Médaille de la Résistance française Avec rosette | Médaille de la Résistance française Avec rosette |